# El Plantinar
El Plantinar es un barrio de Sevilla (España), que pertenece al distrito Sur. Está situado en la zona Norte del distrito. Limita al norte con los barrios de La Buhaira y Nervión; al este, con el barrio de El Juncal-Híspalis; al sur, con el barrio de Felipe II-Los Diez Mandamientos; y al oeste, con el barrio de Giralda Sur. 
El Plantinar tiene su límite norte en la Avenida Ramón y Cajal, por el este en la calle Urbión, por el sur con la Avenida Alcalde Juan Fernández y por el este con la Avenida Avión Cuatro Vientos. 
En el barrio predominan los bloques de piso de entre tres y cuatro alturas, construidos en los años 60 y 70. Sus habitantes son principalmente matrimonios mayores y estudiantes, que encuentran en el Plantinar pisos baratos para compartir, en una zona muy cercana a las Facultades de Económicas, Derecho, Psicología, Ciencias de la Educación o Filosofía. 
La Plaza del Aljarafe es el punto central del barrio, y donde se concentran la mayoría de comercios, escasos en el barrio.
En el barrio del Plantinar podemos encontrar el CEIP Aníbal González.

## Lugares de interés
- Parroquia de San Diego de Alcalá. En esta parroquia tiene su sede canónica la Hermandad del Sol, que realiza su Estación de Penitencia el Sábado Santo.
- Local VF